# Zeugite

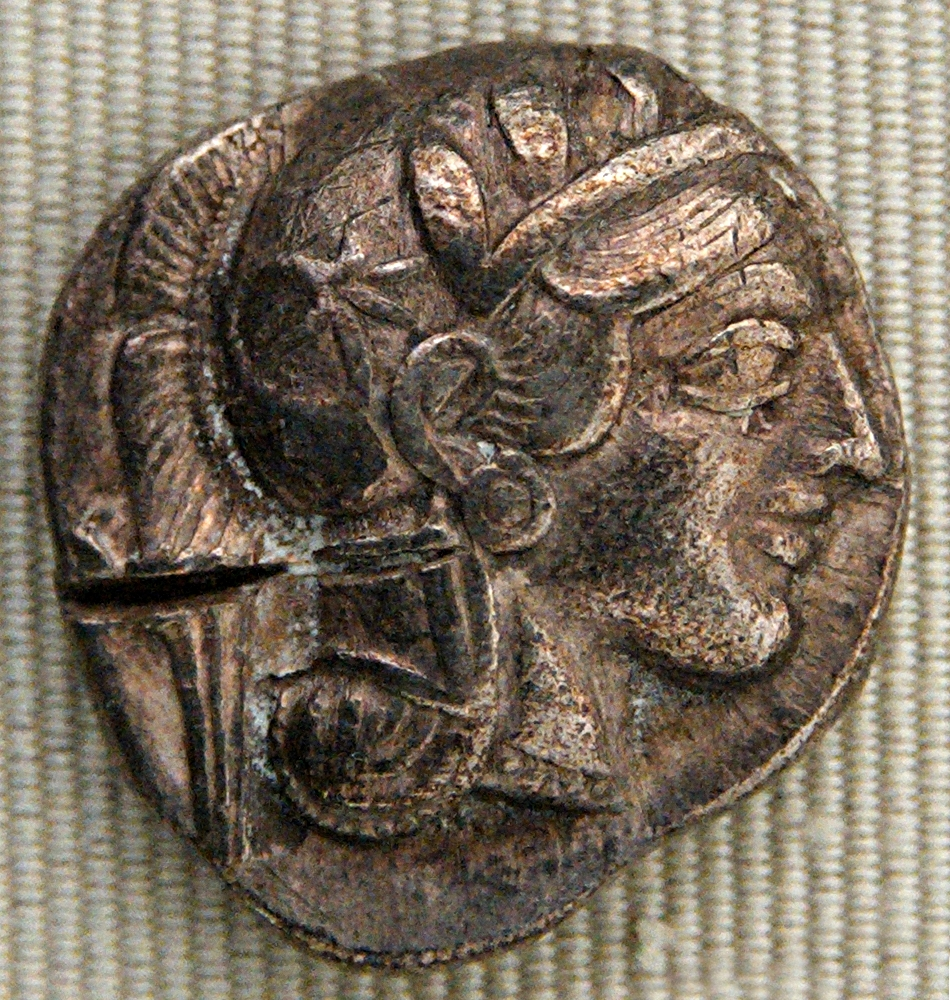
Tétradrachme d'argent frappé par Athènes, vers 450 av. J.-C

Les zeugites (du grec ancien ζευγίτης / zeugítês) constituent selon la réforme de Solon une des classes censitaires athéniennes avec les thètes, les Pentacosiomédimnes et les chevaliers ou hippeis. Dans l'Athènes antique, il s'agit un membre de la troisième des classes censitaires, celle des citoyens disposant de suffisamment d'aisance pour acquérir un attelage de bœufs. Cette richesse correspondait à une production de 200 à 300 médimnes de blé, ce qui leur permettait de s'acheter l'équipement complet de l'hoplite et de servir dans les rangs de la phalange.
Les zeugites n'ont accès à l'origine qu'aux magistratures inférieures : ils ne peuvent accéder à l'archontat qu'à partir de 457/456 av. J.-C.